# Родионов, Алексей Олегович
Алексей Олегович Родионов (род. 29 марта 1994, Атырау) — казахстанский футболист, нападающий.

## Клубная карьера
Футбольную карьеру начал в 2013 году в составе клуба «Атырау».
В 2015 подписал контракт с клубом «Астана».
В начале 2018 года вернулся в «Атырау».

## Карьера в сборной
17 января 2015 года дебютировал за молодёжную сборную Казахстана в матче против молодёжной сборной Таджикистана (0:1).

## Достижения
«Астана»
- Чемпион Казахстана: 2015
- Обладатель Суперкубка Казахстана: 2015
- Финалист Кубка Казахстана: 2015

«Атырау»
- Финалист Кубка Казахстана (2): 2018, 2019

## Клубная статистика
| Игровая карьера | Игровая карьера | Игровая карьера | Лига | Лига | Кубки | Кубки | Межд. | Межд. |
| --------------- | --------------- | --------------- | ---- | ---- | ----- | ----- | ----- | ----- |
| 2013            | Атырау          | А               | 5    | 0    | —     | —     | —     | —     |
| 2014            | Атырау          | А               | —    | —    | —     | —     | —     | —     |
| 2015            | Астана          | А               | 1    | 0    | 1     | 0     | —     | —     |
| 2016            | Астана          | А               | —    | —    | —     | —     | —     | —     |
| 2017            | Астана          | A               | —    | —    | —     | —     | —     | —     |
| 2018            | Атырау          | А               | 13   | 2    | 1     | 0     | —     | —     |
| 2019            | Атырау          | A               | 26   | 1    | 3     | 1     | —     | —     |
| 2020            | Атырау          | Б               | 12   | 1    | —     | —     | —     | —     |
| 2021            | Атырау          | A               | 16   | 1    | 4     | 0     | —     | —     |